# Листопад В'ячеслав Васильович
В'ячесла́в Васи́льович Листопад (нар. 30 квітня 1976, Київ, СРСР) — український футболіст і футзаліст. Головний тренер команди «ХІТ U17–19».

## Біографія
Вихованець київської футбольної школи «Оболонь-Зміна». Почав грати у футзал в команді Київського інституту фізкультури.
Починав професійну кар'єру в київських командах «Уніспорт» і «Корпія-Політехнік». Перед другим колом сезону 1997/98 перейшов в команду «Кий-Політехнік», в якій грав до сезону 2000/01, час від часу залучаючись до ігор фарм-клубу «Політехнік».
В сезоні 2000/2001 грав за команду «Уніспорт-Будстар», з якою і виграв чемпіонське звання, але після успішного сезону команда розвалилася, і В'ячеслав переїхав у Запоріжжя, в команду «Запоріжкокс», куди також переїхав і тренер попередньої команди В'ячеслава. Через рік «Запоріжкокс» теж припинив існування і Листопад перейшов в команду першої ліги — «Енергія» (Чернігів). Команда виграла підвищення у класі і в наступному сезоні виступала у вищій лізі. Після двох сезонів в «Енергії», Листопад перейшов в казахстанський клуб «Актюбренген».
Перед початком сезону 2005/2006 Листопад перейшов в російський клуб «Тюмень». Перед стартом офіційної частини сезону, відзначився двома м'ячами на товариському турнірі «Кубок Уралу-2005». За «Тюмень» зіграв в чемпіонаті Росії 12 матчів та забив 1 гол, в кубку Росії 2 матчі. 24 листопада 2005 року був виставлений на трансфер.
Перед стартом другого кола перейшов у львівський «Тайм», у якому відзначився в першому ж матчі. Відігравши друге коло за львівську команду, В'ячеслав повернувся в Казахстан в «Актобе-БТА». У складі «Актобе-БТА» Листопад виступав в успішному для казахів відбірковому раунді Кубка Рекопа, зігравши в усіх трьох матчах, а також в трьох матчах фінальної стадії. В наступному сезоні його статистика має такий вигляд: чемпіонат: 24 матчі/16 голів/4 жовті картки, кубок: 5 матчів/2 голи, суперкубок: 4 матчі/1 жовта картка, Кубка Рекопа: 3 гри/3 голи. Потім повернувся додому в Київ. Після повернення намагався працевлаштуватися в «Планету-Міст», але невдало. Взимку побував на оглядинах в польських клубах, але повернувся назад і почав виступати в різних київських любительських турнірах. В 2010 році прийняв пропозицію президента «Київ-НПУ» Антона Голякевича і очолив київський клуб. Виконує роль граючого тренера.

## Титули та досягнення
- Чемпіон України: 2001
- Срібний призер чемпіонату Казахстану (2): 2006/2007, 2007/2008
- Бронзовий призер чемпіонату Казахстану: 2004/2005
- Фіналіст Кубка Казахстану (3): 2004, 2006, 2007
- Володар Суперкубка Казахстану (2): 2006/2007, 2007/2008